# Grignan
 Grignan  es una población y comuna francesa, en la región de Auvernia-Ródano-Alpes, departamento de Drôme, en el distrito de Nyons y cantón de Grignan.

## Demografía
| 1072 | 1113 | 1099 | 1147 | 1300 | 1353 |
| Para los censos de 1962 a 1999 la población legal corresponde a la población sin duplicidades (Fuente: INSEE [Consultar]) |      |      |      |      |      |